# Efaflex
Die Efaflex Tor- und Sicherheitssysteme GmbH & Co. KG (Eigenschreibweise: EFAFLEX Tor- und Sicherheitssysteme GmbH & Co. KG) mit Hauptsitz im bayerischen Bruckberg stellt Tor- und Sicherheitssysteme her. Weltweit beschäftigt das mittelständische Unternehmen rund 1.200 Mitarbeiter. Der Firmenname setzt sich aus den Abkürzungen „Efa“ für Elektrofahrzeuge und „flex“ für flexible Torbehänge zusammen.

## Geschichte
Die Unternehmer Manfred Seysen, Gabrijel Rejc und Gustav Meyer gründeten die Efaflex Tor- und Sicherheitssysteme GmbH & Co. KG am 1. Januar 1974. Anfangs wurden Pendeltore mit Kunststoffbehang produziert und vertrieben. 1976 brachte die Firma dann das erste Pendeltor mit Elektroantrieb und klarsichtige Streifenvorhänge auf den Markt.
Nach dem Tod des Mitgründers Gustav Meyer übernahm Manfred Seysen den Geschäftsbereich Vertrieb. Gabrijel Rejc zeichnete fortan für den Bereich Technik, Entwicklung und Konstruktion verantwortlich.
Ende der 1970er Jahre wurde das weltweit erste Schnelllauftor von Efaflex konstruiert und erstmals vertrieben. Das erste Schnelllauf-Rolltor brachte das Familienunternehmen 1987 auf den Markt. Fünf Jahre später erhielt Efaflex darüber hinaus das Patent auf die Torspirale.
2002 übernahm Christopher Seysen von seinem Vater die Geschäftsführung des Vertriebes; Petra Rejc trat 2008 an die Stelle ihres Vaters.

## Heutige Geschäftsfelder
Efaflex fertigt unter anderem Spiral-, Roll-, Falt-, Reinraum-, Tiefkühl- und Maschinenschutztore. Im Laufe der Firmengeschichte haben die Ingenieure des Torherstellers mehr als 30 Patente auf ihre Entwicklungen erhalten. Heute ist das Unternehmen Weltmarktführer im Bereich der schnelllaufenden Industrietore. Ein Schwerpunkt liegt insbesondere auf der Produktion von Spiraltoren, bei denen das Torblatt nicht wie zuvor üblich auf eine Welle gewickelt, sondern in einer Spirale platzsparend auf Abstand gehalten wird. Der Spiralkörper ist so konstruiert, dass die Lamellen des Torblattes berührungsfrei aneinander vorbeigeführt werden. In der Regel kommen dabei kreisförmige Rundspiralen zum Einsatz. Ist über dem Tor nur wenig Platz, werden platzsparende Varianten wie die Ovalspirale oder die Niedrigsturz-Version genutzt.

## Niederlassungen
Eigenen Angaben zufolge verkauft Efaflex seine Tore seit 2009 in 53 Länder. Somit vertreibt das Unternehmen seine Produkte in nahezu jedem vierten Land der Welt. Derzeit verfügt Efaflex über internationale Tochtergesellschaften in Belgien, Österreich, Slowenien, Tschechien, Polen, Russland, China, Großbritannien und der Schweiz. Konstruktion und Fertigung sind im bayerischen Bruckberg und zu Teilen in Sloweniens Hauptstadt Ljubljana sowie im tschechischen Olsi angesiedelt.